# Монжита іржаста
Монжи́та іржаста (Neoxolmis rubetra) — вид горобцеподібних птахів родини тиранових (Tyrannidae). Ендемік Аргентини.

## Таксономія
Раніше цей вид відносили до роду Монжита (Xolmis), однак за результатами молекулярно-генетичного дослідження, результати якого були опубліковані у 2020 році, він був переведений до роду Пепоаза (Neoxolmis).

## Опис

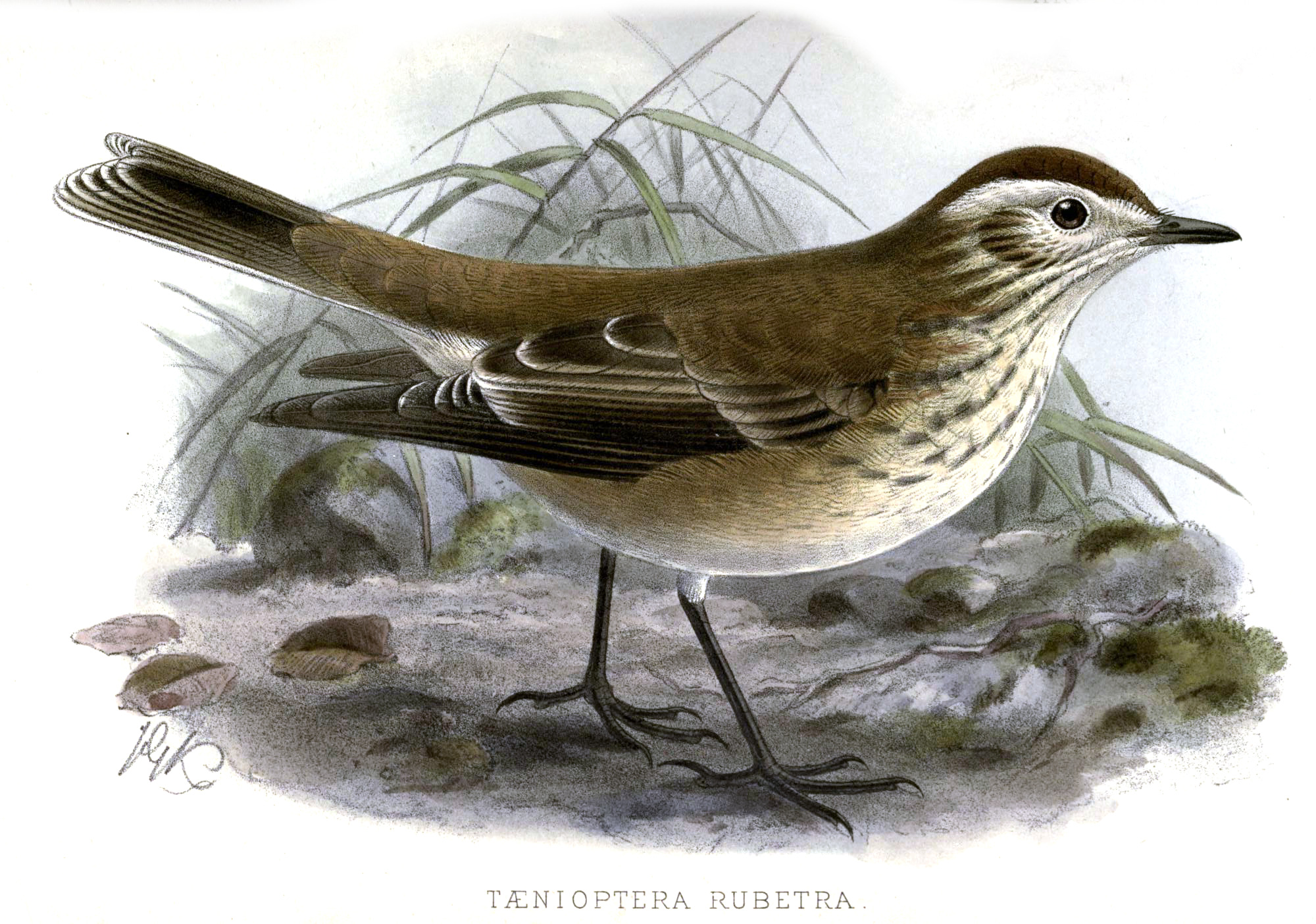
Чорноголова монжита

Довжина птаха становить 19 см. Верхня частина тіла іржасто-коричнева, над очима довгі білі "брови", через очі походять темні смуги. Крила чорні з охристими краями, хвіст чорнуватий, крайні стернові пера мають білі края. Нижня частина тіла, шия і боки білі, поцятковані чорними смужками.

## Поширення і екологія
Іржасті монжити гніздяться на заході Аргентини (від Мендоси до провінції Санта-Крус). Взимку вони мігрують на північ країни. Бродячих іржастих монжит спостерігали також в сусідніх країнах: в Бразилії, Уругваї і Чилі. Чорноголові монжити живуть в чагарникових заростях і степах Патагонії, на луках і пасовищах. Зустрічаються на висоті до 1000 м над рівнем моря.